# Systropus guizhowensis
Systropus guizhowensis är en tvåvingeart som beskrevs av Yang 1991. Systropus guizhowensis ingår i släktet Systropus och familjen svävflugor. Inga underarter finns listade i Catalogue of Life.